# Christian Tybring-Gjedde
Christian Tybring-Gjedde (Oslo, 8 de agosto de 1963) es un político noruego que representa al  Partido del Progreso. Ha sido miembro del parlamento  noruego desde 2005 y fue el líder de la sección de Oslo del Partido del Progreso de 2010 a 2014.
Es más conocido por su oposición a la inmigración, especialmente a la inmigración musulmana, y rechaza el consenso científico sobre el cambio climático. Él cree que la política de inmigración es el problema político más importante que enfrenta la sociedad noruega. En 2014 publicó su libro sobre política de inmigración titulado Mens orkesteret fortsetter å spille ('Mientras la orquesta sigue tocando'). En política exterior ha apoyado a Vladímir Putin y criticado las sanciones contra Rusia que impulsaron los  conservadores; también ha dicho que Occidente debería reconocer la ocupación rusa y la anexión de Crimea. Ha sido muy crítico con la política exterior de Estados Unidos antes de la elección de Donald Trump. En 2018 y 2020 presentó el nombre de Trump como candidato al Premio Nobel de la Paz (cualquier miembro del parlamento puede proponer candidatos).
Ha sido descrito por comentaristas de los medios y académicos como de extrema derecha. antiinmigrantes e islamófobo, y es una figura destacada en una facción del partido que busca declarar a Noruega un faro patriótico. Sus puntos de vista prorrusos han sido criticados por los conservadores noruegos. The Local Norway lo describe como "uno de los políticos antiinmigrantes más controvertidos de Noruega". El politólogo Sindre Bangstad lo ha descrito como uno de los "principales estimulantes de tropos retóricos de extrema derecha sobre el Islam y los musulmanes" en Noruega. Tybring-Gjedde fue funcionario del Ministerio de Defensa antes de ingresar en la política.

## Primeros años, educación y trabajo
Christian Tybring-Gjedde nació en Oslo, el empresario Harald Tybring-Gjedde (nacido en 1930) es su padre e Irene Mathilde Falch (nacida en 1930) es su madre. Su padre era propietario de una empresa de suministros de oficina fundada por el abuelo de Christian, Carl, en 1918, hasta que vendió el negocio familiar en 2001. Se crio en Sandvika en el municipio de Bærum cerca del extremo oeste de Oslo, asistió a la escuela primaria en la escuela primaria Jong de 1970 a 1976 y a la escuela secundaria superior en el Kristelig Gymnasium de 1976 a 1982.
Jugador de waterpolo activo (jugando como portero), se le concedió una beca deportiva para estudiar en Estados Unidos en 1984. Estudió en la Universidad Loyola de Chicago de 1984 a 1988 y obtuvo una licenciatura en ciencias políticas. De 1988 a 1990 estudió en la Universidad de Denver, Colorado, logrando una maestría en estudios internacionales. Posteriormente asistió al Colegio de Defensa de la OTAN en Roma de 1996 a 1997. Ganó el campeonato noruego con el club de waterpolo Frogner en 1992 y ha sido elegido para el equipo nacional de waterpolo.
Entre 1993 y 2005 trabajó en el Ministerio de Defensa de Noruega, desde 2002 como Subdirector General, incluidos tres años en la delegación noruega ante la OTAN en Bruselas. Como funcionario senior, tuvo que renunciar a su trabajo para presentarse como candidato a las elecciones parlamentarias de 2005, aunque solo estaba dispuesto a hacerlo si era nominado para el tercer puesto de su partido en Oslo.

## Carrera política
Tybring-Gjedde ha sido miembro del antiinmigración partido del Progreso desde 1979, cuando cursaba la escuela secundaria. Fue elegido para su primer cargo público en las elecciones locales de 2003 para el consejo de la ciudad de Oslo, siendo vicepresidente del capítulo de Oslo del partido del progreso desde 2001 hasta entonces. Ocupó el cargo local hasta 2005, cuando fue elegido para el parlamento, habiendo asegurado la nominación del partido después de que Geir Mo se retirara de la contienda por el tercer lugar en su lista de Oslo (los dos primeros lugares ocupados por Siv Jensen y Carl I. Hagen). Fue reelegido para el parlamento en 2009 y en 2013 en un segundo lugar más seguro solo detrás del líder del partido Jensen. Durante sus dos primeros mandatos, se desempeñó como miembro del Comité Permanente de Finanzas y Asuntos Económicos, y desde 2013 ha sido miembro del Comité Permanente de Asuntos Exteriores y Defensa.
Tybring-Gjedde fue el líder del capítulo de Oslo del Partido del Progreso desde 2010, hasta que anunció su retirada en 2014. Tras la entrada en el gobierno del Partido del Progreso en 2013, Tybring-Gjedde ha sido franco en su creencia de que el partido se ha comprometido demasiado en el tema de la inmigración. Como único miembro del parlamento del Partido del Progreso, votó en contra del acuerdo de inmigración finalizado del gobierno con los partidos Liberal y Demócrata Cristiano, y luego escribió una carta a los líderes del Partido del Progreso solicitando que se le permitiera votar de acuerdo con su propia convicción sobre cuestiones de inmigración. en el parlamento; insatisfecho con la respuesta, afirmó que "renunciaría" a la política de inmigración. No asistió a la convención nacional del partido en 2014, considerando que "no tenía tareas" allí, y anunció que publicaría un libro más tarde ese año. El conflicto ha provocado la especulación de los medios de que podría estar en camino de dejar el partido, aunque él mismo lo ha rechazado.
En 2015 fue designado segundo subdirector de la Comisión Permanente de Asuntos Exteriores y Defensa.

## Debate sobre inmigración
Desde su segundo mandato parlamentario, Tybring-Gjedde se ha hecho conocido por sus críticas abiertas a la política de inmigración noruega. En 2020 encabezó un intento dentro de su partido de declarar a Noruega un "faro patriótico"; resumiendo el contenido central de esta política, dijo que su partido debería pedir "una prohibición total de la inmigración no occidental" y un referéndum sobre la inmigración, argumentando que "no tenemos el derecho de abolir a nuestra propia cultura".
Exigiendo a los inmigrantes que se adapten a la sociedad noruega, ha dicho anteriormente que la inmigración a Noruega debería "reducirse drásticamente", proponiendo en ese momento otorgar permisos de residencia temporal solo a los solicitantes de asilo y retirar los permisos de residencia a los solicitantes de asilo que "se vayan de vacaciones" de regreso a países de los que han informado haber huido. Crítico de la influencia islámica y la falta de "valores de libertad", ha comparado el hijab con el Ku Klux Klan y los trajes nazis, considerándolo un "uniforme islámico", y dijo que Noruega debería adoptar una "posición dura" contra la islamización "que ocurre antes de nuestra ojos". Como miembro del parlamento noruego, en 2006 nominó al cineasta crítico islámico Ayaan Hirsi Ali para el Premio Nobel de la Paz. Obtuvo una amplia publicidad a raíz de una controversia en agosto de 2010 cuando fue coautor de un artículo de opinión en Aftenposten titulado "Dream from Disneyland", donde criticó duramente lo que describió como la política de inmigración dirigida por el Partido Laborista. El reportaje decía que la inmigración amenazaba con "destrozar Noruega", y que el Partido Laborista había apuñalado a la cultura noruega por la espalda. Posteriormente afirmó representar a la mayoría de los noruegos en el tema, afirmando ser "la corriente principal en Noruega" y "decir lo que se escucha en las reuniones". Encontrándose con acusaciones de tener "puntos de vista racistas", ha descrito tales acusaciones como "frustrantes y lo más lejos posible de la verdad".
En su discurso en la convención nacional del Partido del Progreso de 2011 en mayo, dedicó mucho tiempo a atacar las condiciones que describió en las que vivían los noruegos étnicos en el suburbio multicultural del valle de Grorud en Oslo. Jonas Gahr Støre, del Partido Laborista, denunció el discurso como "rayano en el odio". La organización juvenil del Partido Laborista, AUF, presentó cargos de racismo contra Tybring-Gjedde por el discurso y por declaraciones posteriores a los medios en las que afirmaban que los niños inmigrantes son más impetuosos que los niños noruegos, pero la policía finalmente retiró los cargos por considerarlos "sin delito".
Desató un amplio debate público sobre la cultura noruega en 2012 después de pedirle a la ministra de Cultura Hadia Tajik y a la ministra de Integración Inga Marte Thorkildsen que definieran la cultura noruega y si creían que era importante protegerla.
En 2014 publicó su libro sobre la política de inmigración titulado Mens orkesteret fortsetter å spille ('Mientras la orquesta sigue tocando', en alusión a una escena del Titanic). En el libro describió como creía que Noruega se enfrentaría a la ruina económica y cultural en unos pocos años debido a una inmigración demasiado alta, una integración deficiente y los altos costos de asistencia social. Para controlar las fronteras de Noruega de manera más estricta, pidió que se reconsidere la ratificación de Noruega de la Convención de las Naciones Unidas sobre los Refugiados por el artículo 44, creyendo que su establecimiento en 1951 fue diseñado para una época completamente diferente a la situación migratoria moderna. También sugirió disolver el sistema de asilo moderno y transportar a todos los solicitantes de asilo entrantes a un centro internacional para que se procesen sus solicitudes.

## Cambio climático
Tybring-Gjedde ha rechazado en varias ocasiones el consenso científico sobre el cambio climático y lo ha llamado "histeria climática"; en una entrevista con Dagsavisen en 2011, Tybring-Gjedde declaró que "no creo en la histeria climática". En 2016, Tybring-Gjedde y otros seis parlamentarios del Partido del Progreso propusieron que su partido adoptara la posición de que "el Partido del Progreso afirma que el cambio climático es el resultado de variaciones naturales y rechaza la afirmación de que el cambio climático es el resultado del alto nivel de emisiones de gases de efecto invernadero por parte del hombre". En 2020, Tybring-Gjedde dijo que su partido debería centrarse más en la opinión de que "el cambio climático no es provocado por el hombre". También dijo que su partido debería apoyar Folkeopprøret mot klimahysteriet, una autodenominada "revuelta contra la histeria climática" creciente en Facebook.

## Política exterior
Tybring-Gjedde ha declarado que se opone a la adhesión de Noruega a la Unión Europea. Ha propuesto que Noruega desafíe el Espacio Económico Europeo y el Acuerdo de Schengen, y potencialmente considere otras formas de cooperación.
Tybring-Gjedde, es miembro del grupo parlamentario pro-Israel Amigos de Israel en el Parlamento de Noruega, ha hecho apariciones en manifestaciones pro-Israel y ha criticado al Ministro de Relaciones Exteriores Børge Brende por ser "desequilibrado" e "ingenuo" en su enfoque del conflicto en Gaza. Ha pedido que se rechace cualquier presión para seguir la medida de Suecia en 2014 de reconocer a Palestina antes de que se alcance un acuerdo entre las dos partes en el conflicto. Cuando a Mads Gilbert se le negó la entrada a Gaza a través de Israel el mismo año, Tybring-Gjedde expresó su comprensión de la decisión de Israel, afirmando que el país tenía pleno derecho a negar la entrada a Gilbert.
 Su feroz defensa de Israel y su retórica sobre el Islam lo han llevado a ser comparado con el político holandés Geert Wilders por el Centro Noruego contra el Racismo.
En otros temas, Tybring-Gjedde ha expresado opiniones que contradicen la política oficial de su partido. En respuesta al conflicto en Ucrania, Tybring-Gjedde ha criticado a los países occidentales por condenar demasiado enérgicamente las acciones de Rusia, y ha pedido el uso de más cautela hacia Rusia, así como para ayudar a Vladímir Putin "a salvar las apariencias".
También ha expresado su escepticismo de enviar soldados noruegos a Irak para entrenar a soldados iraquíes contra el Estado Islámico, temiendo que hacerlo aumentaría el riesgo de terrorismo en Noruega, además de no conducir a la paz y la democracia en la región. Ha propuesto que los ciudadanos noruegos que se unan al Estado Islámico sean juzgados por traición en la misma línea que los noruegos que lucharon por la Alemania nazi durante la Segunda Guerra Mundial.

### Nominación de Donald Trump al Premio Nobel de la Paz
En 2018 y 2020, Tybring-Gjedde dijo que había presentado el nombre de Donald Trump como candidato al Premio Nobel de la Paz. Cualquier miembro del parlamento de todo el mundo, cualquier profesor o profesora asociado en campos relevantes como las humanidades o las ciencias sociales, y otras personas pueden proponer candidatos; las nominaciones se mantienen en secreto y no se confirman oficialmente durante cincuenta años; cada año se presentan varios cientos de nominaciones.

## Ideología política
Tybring-Gjedde está considerado en el ala de extrema derecha del Partido del Progreso y ha sido descrito como de extrema derecha por el "experto en extrema derecha" Sindre Bangstad. Desde 2019, Tybring-Gjedde ha sido una figura destacada en una facción del partido que busca reemplazar la ideología del partido con una ideología de "Noruega primero" con énfasis en la antiinmigración y el rechazo del consenso científico sobre el cambio climático, y en 2020 encabezó un intento de declarar a Noruega un "faro patriótico". Dijo que el partido debería moverse hacia el Conservadurismo nacionalista y que "muy pocas personas están de acuerdo" con el declarado liberalismo en el programa del partido porque "el liberalismo en su forma extrema significa fronteras abiertas" y porque ve al liberalismo como una ideología muerta. Tybring-Gjedde ha pedido a su partido que coopere más con los Demócratas de Suecia e invite a Jimmie Åkesson a la convención nacional de su partido. Ha cuestionado la decisión de su partido de cooperar con el Partido Conservador. la revista conservadora Minerva lo ha calificado de representante de la "derecha alternativa". El periódico centro-cristiano Vårt Land ha comparado sus posiciones con las de Alternativa para Alemania.

## Vida personal
Tybring-Gjedde está casado actualmente con su segunda esposa Ingvil Smines, quien también fue su novia de la infancia desde su tiempo en el Kristelig Gymnasium. Se volvieron a conocer después de su elección al parlamento en 2005 y se casaron en Roma en 2009. Tienen cuatro hijos juntando matrimonios anteriores. Miembro del Partido del Progreso y exasesora principal de Innovation Norway y del Ministerio de Relaciones Exteriores, fue nombrada secretaria de estado en el Ministerio de Petróleo y Energía en 2015. Antes de su primer matrimonio con Randi Myklebust, Tybring-Gjedde had a Pakistani cohabitant for almost two years during his time as a student in Denver. Tybring-Gjedde tuvo un novio paquistaní durante casi dos años durante su tiempo como estudiante en Denver. Es miembro de la Iglesia de Noruega.
Actualmente está incomunicado con sus padres después de una disputa sobre el divorcio de su primera esposa. Se informa que debido a esto perdió millones de la empresa familiar. Según él, está aislado económicamente de su herencia original, aunque su padre lo refutó en 2013. Ha dicho que no se ha reunido con su padre ni ha hablado con él desde hace varios años, y que cree que su familia tiene "muchos problemas".
En diciembre de 2011 se informó que Tybring-Gjedde se había ido de baja por enfermedad debido a amenazas. Más tarde relató públicamente que se enfermó debido a la acalorada hostilidad hacia él en los medios de comunicación, el acoso y las amenazas de muerte, lo que a veces requirió protección policial, como parte de una reacción violenta tras los ataques de  Noruega de 2011. Su esposa se ha pronunciado en contra de que él sea el chivo expiatorio y los medios lo señalen por sus opiniones. Diagnosticado con síndrome de estrés, ha experimentado ataques epilépticos y episodios de amnesia. Su hija de su primer matrimonio, Mathilde Tybring-Gjedde, también es miembro del parlamento noruego.